# Gjøvikbanen
Gjøvikbanen (dawna nazwa Nordbanen) – zelektryfikowana linia kolejowa w Norwegii z Gjøvik do Oslo.

## Przebieg
Linia łączy miejscowość Gjøvik z Oslo. Jest najmniejszą i jedyną jednotorową linią wychodzącą ze stolicy kraju. Obsługuje tereny na północ od miasta. Czas przejazdu linią wynosi 2 h 20 min.

## Historia
Zatwierdzona przez Storting w roku 1894, istnieje od roku 1902. Była stacją istotną zarówno dla ruchu pasażerskiego jak i towarowego; w roku 1904 przewieziono nią 329 973 pasażerów oraz 130 tys. ton towarów. Obecnie jest jedną z mniej uczęszczanych linii w okolicy Oslo, w roku 2006 zlikwidowano na niej 6 stacji. Rocznie korzysta z niej 1,2 mln osób.

## Stacje na linii
Linia jest elementem  kolei aglomeracyjnej w Oslo - w systemie SKM ma numer  300.  Obsługuje Oslo Sentralstasjon, Gjøvik. Pociągi odjeżdżają w obu kierunkach co pół godziny; część pociągów nie zatrzymuje się na wszystkich stacjach.
- Oslo Sentralstasjon
- Tøyen
- Grefsen
- Nydalen
- Kjelsås
- Snippen
- Movatn
- Nittedal
- Åneby
- Varingskollen
- Hakadal
- Stryken
- Harestua
- Furumo
- Grua
- Roa
- Lunner
- Gran
- Jaren
- Bleiken
- Eina
- Reinsvoll
- Raufoss
- Gjøvik